# Remak Ramsay
Remak Ramsay, född 2 februari 1937 i Baltimore, Maryland, USA, är en amerikansk skådespelare.

## Filmografi (urval)
- 1975 – Fruarna i Stepford
- 1988 – Huset på Carroll Street
- 1997 – Hämnden är ljuv
- 2009 – Julie & Julia

## Fotnoter
1. ↑  Internet Broadway Database, Internet Broadway Database person-ID: 57030, läst: 9 oktober 2017.[källa från Wikidata]